# 片山由美子
片山 由美子（かたやま ゆみこ、1949年12月18日 - ）日本の女優、歌手、ラジオパーソナリティ、ライバー。京都府生まれ東京都育ち。

## 来歴・人物
京都生まれで、4歳のときに家族で東京に移り、その後13歳で東映児童研修所第5期として入団。同期は児島美ゆきなど。ヤングフレッシュの一員として、『ひょっこりひょうたん島』（NHK）の主題歌（前川陽子）のバックコーラスを務めたこともある。
子役時代に東映大泉撮影所で特撮テレビドラマ『ジャイアントロボ』などに出演した。
高校卒業後の1968年第12期東映ニューフェイスに合格し東映に入社。同期には宮内洋、小林千枝、ひろみどりらがいた。
東映京都撮影所で石井輝男監督作品に多数出演し、映画『徳川いれずみ師 責め地獄』ではトラブルで降板した由美てる子に代わって前半部分の主役に抜擢（）され、並行して石井が監督を務める東映テレビ作品にも出演した。この主演デビューは虐待・拷問の限りを尽くされる薄幸なヒロインだったが、前々年にはテレビドラマ『ジャイアントロボ』の西野美津子隊員（U5）役もこなしており、次第にアクティブな役や悪女役にも芸域を広げる。映画『女囚701号/さそり』の鬼頭役、『プレイガール』の片岡由美子役を演じたことで有名。
映画『新幹線大爆破』を以て1975年東映を退社し、フリーに転向してからは『大都会 PARTII』、『特捜最前線』、『柳生十兵衛あばれ旅』などテレビドラマでの出演に限らず、芝居の舞台公演や歌のショーで活躍後、1986年一般男性との結婚を機に芸能界を引退した。
1980年代初頭頃、関西に居を移した。
引退後はしばらく一般家庭に専念していた が、2000年に行われたプレイガールオフィス・トークショー「プレイガール伝説」で表舞台に出て以降、徐々に復帰。近年は兵庫県尼崎市のコミュニティ放送「エフエムあまがさき（FM aiai）」でパーソナリティ を務めたほか、時折トークイベント 等に出演したり、SNS等を通じてファンと交流する等の活動を続けている。
2013年5月24日に放送された『爆報! THE フライデー』（TBS系）で、テレビドラマ「プレイガール」にレギュラーとして共演した桑原幸子らと共に出演するなどプレイガールメンバーとは姉妹のようにとても仲が良く、2024年現在も交流を続けている。
2017年1月14日、かつてドラマ「プレイガール」で共演し、番組終了後も仲良しだった八並映子が死去した2週間後のブログに「プレイガール終了後は、歌のステージのお仕事で、青森や九州など色々なところに一緒に行った。結婚して以降、会うのは3年に1度になってしまった。今も映子さんとのたくさんの思い出が頭の中に蘇ります。心よりご冥福をお祈りします。」と八並への追悼のコメントを出している。
2021年夏頃より、ライブコミュニケーションサービス「ポコチャ」のライバーとして新たにファンとの交流を続けている。
2022年4月29日、「プレイガール」の先輩で学校や東映児童研修所の先輩でもあった桑原幸子が21日に亡くなったことをTwitterの投稿で公表し、「幸子さんは、学校、出身劇団も同じでプレイガールという人気番組での 共演も長く、最近では私の生配信に 声の出演までしてくだいました。 心より御冥福をお祈り申し上げます。」と追悼している。

## 主な出演作品

### テレビドラマ

#### レギュラー・準レギュラー出演
- ジャイアントロボ（1967年10月11日 - 1968年4月1日、NET / 東映） - 西野美津子(U5)[注 7]
- プレイガール（1970年9月7日 - 1974年9月30日、東京12チャンネル / 東映） - 片岡由美子 [注 8]

#### ゲスト・単発出演
- 風来物語（1964年11月28日 - 1965年5月22日、NET / 東映テレビプロ）[10]
- アスファルトジャングル（1965年4月8日 - 9月30日、NET / 東映テレビプロ）[11]
- 信託水曜劇場「鶴っ子」（1965年10月20日 - 11月10日、フジテレビ）[12][13]
- シオノギテレビ劇場「霧の音」（1966年4月28日・5月5日、フジテレビ）[14][15]
- マコ!愛してるゥ (1967年4月5日 - 9月2日、TBS / 東映）- ウエイトレス
- 特別機動捜査隊（1967年 - 1968年、NET / 東映） 
  - 第200話「女の終着駅」（1965年8月25日）
  - 第212話「聞えない町」（1965年11月17日）
  - 第284話「こどもの暦」（1967年4月5日） - 清子
  - 第285話「拾った女」（1967年4月12日） - 春子
  - 第296話「九年目の女」（1967年6月28日） - 直子
  - 第325話「金色の天使の矢」（1968年1月17日） - 葉子
  - 第333話「夜明け前の故郷」（1968年3月13日） - 八木衣子
- 銭形平次（大川橋蔵版）第204話「江戸愚連隊」（1970年4月1日、フジテレビ / 東映） - お政
- 大坂城の女（1970年、関西テレビ / 東映） - 弓
  - 第27話「秀頼と千姫の結婚」（1970年7月4日）
  - 第28話「可憐な人質」（1970年7月11日）
- 太陽にほえろ!　第90話「非情の一発」（1974年4月5日、日本テレビ / 東宝） - 絵島マリ
- プレイガールQ（1975年、東京12チャンネル / 東映）
  - 第18話「可愛い天使は裸で消えた!!」（2月3日） - 木崎由美
  - 第33話「女の武器は燃えた肌」（5月19日）- 佐伯ゆみ
  - 第41話「放送300回記念・東京エマニエル夫人」（7月14日） - クラブ・エマニエルの客（ノンクレジット）
  - 第45話「風に逆う牝狼」（9月8日） - 吉峰由香
  - 第60話「聖夜に燃える熱い肌」（12月22日） - 絵美（別名：麻薬Gメン南堂由美子）
- 俺たちの勲章　第5話「人質」（1975年4月30日、日本テレビ / 東宝） - 菊池ゆうこ
- 新宿警察　第3話「新宿ろくでなし」（1975年9月20日、フジテレビ / 東映） - タマエ
- ザ★ゴリラ7　第25話「誘拐されたシンデレラ」（1975年9月26日、NET / 東映）
- たぬき先生奮戦記　第23話「エッ!!たぬき先生ヌードダンサーにホレボレ」（1976年3月8日、フジテレビ）
- たぬき先生騒動記（1976年4月5日 - 1976年9月27日、フジテレビ） - リボン
- 青春の門(第一部)　第17話「道険しくも」（1976年7月28日、毎日放送 / 松竹芸能） - ユミ [16]
- 大都会 PARTII　第33話「刑事失格」（1977年11月15日、日本テレビ / 石原プロ） - 川村しげ子
- 特捜最前線　第52話「羽田発・犯罪専用便329！」（1978年3月29日、テレビ朝日 / 東映）
- 青春諸君！（1979年 - 1980年、TBS / 木下プロダクション）[17]
  - 第11話「君が心の歌の巻」（1979年12月11日）
  - 第12話「会いたかった!の巻」（1979年12月18日）
  - 第13話「二度とないチャンス!の巻」（1980年1月8日）
  - 第15話「泣くな!探偵団の巻」（1980年1月22日）
  - 第16話「吠えろ!青春の巻」（1980年1月29日）
  - 第17話「ハロー!銀世界の巻」（1980年2月5日）
  - 第18話「ネバー・マインド天中殺の巻」（1980年2月12日）
  - 第20話「アマゾンから来た男の巻」（1980年2月26日）
  - 第21話「理想の男性の巻」（1980年3月4日）
- 鬼平犯科帳 (萬屋錦之介)　第3シリーズ 第21話「艶婦の毒」（1982年9月7日、テレビ朝日 / 東宝）
- 柳生十兵衛あばれ旅（テレビ朝日 / 東映） - お園
  - 第4話「天狗の弱みは美女だった」（1982年11月9日）
  - 第6話「上州女にからっ風」（1982年11月23日）
  - 第7話「宿場に散った花一輪」（1982年11月30日）
- 遠山の金さん（高橋英樹版）  第58話「謎の怪死事件・鏡の中の女!」（1983年6月16日、テレビ朝日 / 東映） - お紋

### 映画
- あばずれ（1966年2月、東映東京）
- 続・おんな番外地（1966年5月、東映東京）  - 女中の少女
- 異常性愛記録 ハレンチ（1969年2月、東映京都）  - とり子
- 旅に出た極道（1969年3月、東映京都）  - 春江
- 徳川いれずみ師 責め地獄（1969年5月、東映京都） - 由美
- やくざ刑罰史 私刑！（1969年6月、東映京都） - はるみ
- 温泉ポン引女中（1969年6月、東映京都） - 新子
- 明治・大正・昭和 猟奇女犯罪史（1969年8月、東映京都） - 緑川柳子
- 女親分 喧嘩渡世（1969年9月、東映京都） - 良枝
- 江戸川乱歩全集 恐怖奇形人間（1969年10月、東映京都） - 女患者A
- 関東テキヤ一家 喧嘩仁義（1970年3月、東映京都）
- 監獄人別帳（1970年4月、東映京都） - 五五九番
- 関東テキヤ一家 天王寺の決斗（1970年5月、東映） - 黒金の女
- 三匹の牝蜂（1970年6月、東映京都） - ダッコ
- 温泉こんにゃく芸者（1970年8月、東映京都） - 君奴
- ずべ公番長 ざんげの値打もない（1971年4月、東映） - みどり
- ポルノの帝王 失神トルコ風呂（1972年6月、東映） - 園子
- 夜の女狩り（1972年7月、東映） - リーチェン
- 女囚701号/さそり（1972年8月、東映） - 鬼頭
- ネオンくらげ（1973年6月、東映） - お客
- 夜の歌謡シリーズ なみだ恋（1973年8月、東映） - ペギー山中
- 番格ロック（1973年9月、東映） - ハンター朱美
- 前科おんな 殺し節（1973年10月、東映） - 芦田かおる
- 新幹線大爆破（1975年7月、東映） - バーの女
- 最寄りの怪談（2012年、WHDジャパン） - 葵
- 兄弟 -Kyodai-（2015年、日本未公開[注 9]） - 母親　監督：Zak Baney（英語版）

### テレビ番組
- コント55号の裏番組をぶっとばせ![18]（1969年7月27日、日本テレビ） - ゲスト出演

- おもしろ大作戦[19]（1985年4月4日 - 1987年4月8日[20]、サンテレビ）

### ラジオ番組
- エフエムあまがさき『イチロー先生と片山由美子の子どもの世界』[注 10]（2012年7月1日 - 2019年12月22日 ）

## ディスコグラフィー
- 「生命 (いのち) の灯り[注 11][注 12]／ふたり忍び草[19]」（1984年、キングレコード《自主制作》）
作詞：ひがしひろあき／作曲：すずききよし[24]

## その他の活動
- プレイガールオフィス・トークショー「プレイガール伝説」（2000年）

## 豆知識
- “塔えい子” の別名で『平凡パンチ』1969年2月10日号にグラビアが掲載された。
- ブリジット・バルドーを尊敬し、初期の髪型やメイクはバルドーへのオマージュといわれているが、本人は否定している[注 3]。
- ドラマ『プレイガール』で共演し、2024年現在も親交があるひし美ゆり子が「ブリジット・バルドー風でとってもカッコ良かった。その迫力とは裏腹に性格はピュアで可愛らしい。」と最初に会った印象についてコメントしている[25][26][27]。